# 中島歩
中島 歩（なかじま あゆむ、1988年〈昭和63年〉10月7日 - ）は、日本の俳優。宮城県出身。テンカラット所属。

## 略歴
明治時代の小説家・国木田独歩の玄孫にあたり、両親が付けた名前の「歩」は独歩に由来する。宮城県生まれ、東京都育ち。
東京都立小石川高等学校、日本大学藝術学部文芸学科卒業。中学までサッカー部、高校はバレー部で、大学では落語研究会に所属した。役者を目指す足掛かりとして大学在学中にモデルを始める。モデル時代はギグマネジメントジャパンに所属していた。2012年1月にモデルをやめ、アルバイトをしながらオーディションを受ける。美輪明宏演出・主演の舞台『黒蜥蜴』のオーディションで約200人の中から雨宮潤一役に選ばれ、2013年4月、同舞台で俳優デビューした。
2014年上半期に放送されたテレビドラマ『花子とアン』で宮本龍一役が中島のテレビドラマ初レギュラーである。2015年5月公開の初主演映画『グッド・ストライプス』で第7回TAMA映画賞最優秀新進男優賞を受賞。
2019年、第76回ヴェネツィア国際映画祭コンペティション部門に選出された『サタデー・フィクション』で初の海外作品出演。2021年、出演作『偶然と想像』が第71回ベルリン国際映画祭銀熊賞を受賞した。
2021年11月からアジアを中心に公開された香港映画・『梅艷芳ANITA』に出演（日本劇場未公開。2022年4月からDisney+でディレクターズカット版が日本配信）。2022年、『いとみち』『偶然と想像』で第35回高崎映画祭最優秀助演俳優賞を受賞。

## 人物
中学校と高校の国語の教員免許を持っている。趣味は落語・釣り・ギター・写真。空手初段。
大学で落語研究会所属時の芸名は「大家主水（だいや もんど）」。

## 出演

### テレビドラマ
- ノーコン・キッド 〜ぼくらのゲーム史〜 第8話（2013年11月22日、テレビ東京）
- 連続テレビ小説（NHK）
  - 花子とアン（2014年度前期） - 宮本龍一 役[2][15]
  - あんぱん（2025年前期） - 若松次郎 役[16]
- すべてがFになる 第7話・第8話（2014年12月2日・9日、フジテレビ） - 筒見紀世都 役[17]
- 山形発地域ドラマ「私の青おに」（2015年11月18日、NHK BSプレミアム[18] / 2017年2月5日、NHK総合[19]） - 森岡広太 役[20]
- このミステリーがすごい! ベストセラー作家からの挑戦状「冬、来たる」（2015年11月30日、TBS） - 青年 役
- カルテット 第2話（2017年01月24日、TBS） -  九條結衣が婚約した人 役[21]
- スペシャルドラマ「返還交渉人 -いつか、沖縄を取り戻す-」（2017年8月12日、NHK BSプレミアム） - 倉持 役
- 植木等とのぼせもん（2017年9月16日 - 10月21日、NHK総合） - 久野征四郎 役
- 我が家の問題 最終話（2018年2月25日、NHK BSプレミアム） - 河上達也 役
- 連続ドラマW（WOWOW）
  - バイバイ、ブラックバード 第5話（2018年3月17日） - イケメン俳優 役
  - コールドケース2 〜真実の扉〜 第9話（2018年12月8日） - シベリア帰還兵 役
  - 悪党〜加害者追跡調査〜 第3話（2019年5月27日） - 松原文彦 役
  - 神の手（2019年6月23日 - ） -  北野祐也 役
  - OZU 〜小津安二郎が描いた物語〜 第5話「東京の女」（2023年12月10日） - 木下 役[22]
- 内田康夫サスペンス 新・浅見光彦シリーズ 華の下にて（2018年12月17日、TBS） - 牧原良毅 役（回想シーン出演）
- フルーツ宅配便 第10話（2019年3月15日、テレビ東京） - 井上俊哉 役
- 二つの祖国（2019年3月24日、テレビ東京） - ホセ森 役
- ラジエーションハウス〜放射線科の診断レポート〜 特別編（2019年6月24日、フジテレビ） - 黒川守 役
- 死役所 第6話（2019年11月20日、テレビ東京） - 佐尾高慈 役
- ひとりキャンプで食って寝る 第10話（2019年12月21日、テレビ東京） - 順平 役
- やすらぎの刻〜道（2020年2月21日 - 28日、テレビ朝日） - 稲垣新一（シンちゃん）役
- 大河ドラマ（NHK）
  - 青天を衝け 第6回 - 第8回・第16回（2021年3月21日 - 4月4日・5月30日） - 徳川慶篤 役[23]
  - 豊臣兄弟!（2026年放送予定） - 浅井長政 役[24]
- お耳に合いましたら。（2021年7月9日 - 10月1日、テレビ東京）  - 桐石航介 役
- 農家のミカタ（2021年10月23日、テレビ東京） - 桐石大地 役
- 岸辺露伴は動かない 第6話（2021年12月29日、NHK総合） - 高窓修一 役[25][26]
- シリーズ・横溝正史短編集III「池松壮亮×金田一耕助3『蝙蝠と蛞蝓』」（2022年2月26日、NHK BSプレミアム）[27]
- WOWOWオリジナルドラマ にんげんこわい 第4話・最終話「宮戸川（上・下）」（2022年2月27日・3月6日、WOWOW）- 亀 役[28]
- 海の見える理髪店 （2022年3月31日、NHK BS8K 5月8日、NHK BSプレミアム）- 映画俳優 役
- 量産型リコ -プラモ女子の人生組み立て記-（2022年7月1日 - 9月2日、テレビ東京）- 大石亮太 役[29]
  - 量産型リコ -もう1人のプラモ女子の人生組み立て記- 第6話（2023年8月4日、テレビ東京） - リコの兄 役[30]
  - 量産型リコ -最後のプラモ女子の人生組み立て記- 第6話（2024年8月2日、テレビ東京） - 大石亮太 役
- 特集ドラマ「二十四の瞳」（2022年8月8日、NHK BSプレミアム / NHK BS4K） - 大石正吉 役
- À Table!〜歴史のレシピを作ってたべる〜（2023年1月9日 - 3月27日、BS松竹東急） - 藤田ヨシヲ 役[31]
  - À Table!〜ノスタルジックな休日〜（2024年7月3日 - 9月25日）[32]
- アクターズ・ショート・フィルム3「CRANK-クランク-」（2023年2月11日、WOWOWプライム） - 主演・丸 役[33]
- にがくてあまい（2023年4月20日 - 6月22日、東海テレビ） - 立花アラタ 役[34]
- スイートモラトリアム（2023年5月24日 - 7月19日、TBS） - 葛西繁人 役[35]
- アナウンサーたちの戦争（2023年8月14日、NHK総合） - 川添照夫 役[36]
- このハンバーガー、ピクルス忘れてる。（2023年8月15日 - 9月4日、TOKYO MX） - ベンジー 役[37]
- デフ・ヴォイス 法廷の手話通訳士（2023年12月16日 - 23日、NHK総合） - 半谷雅人 役
- あれからどうした  第1話「虚実の社員食堂」（2023年12月26日、NHK総合） - 斉藤和也 役[38]
- 金曜ドラマ 不適切にもほどがある!（2024年1月26日 - 3月29日、TBS） - 安森 役[39][40][41][42]
  - 不適切にもほどがある! スペシャル（2026年春〈予定〉）[43]
- ユーミンストーリーズ 第1話「青春のリグレット」（2024年3月4日 - 7日、NHK総合） - 浩介 役[44]
- 柚木さんちの四兄弟。（2024年5月28日 - 7月18日、NHK総合） - 柚木夏次郎 役[45]
- 海のはじまり（2024年7月1日 - 9月23日、フジテレビ） - 藤井博斗 役
- 藤子・F・不二雄 SF短編ドラマ シーズン3「マイロボット」（2025年3月27日、NHK BSプレミアム4K）[46] - 坂田 役
- 木曜劇場 愛の、がっこう。（2025年7月10日 - 、フジテレビ） - 川原洋二 役[47][48]
- 連続ドラマW-30 塀の中の美容室（2025年8月22日〈予定〉 - 、WOWOW） - 波沼弘樹 役[49]

### 配信ドラマ
- 恋を落とす（2018年4月26日 - 5月24日、全5話、株式会社ワイヤ・アンド・ワイヤレス）[50]
- サムのこと（2020年3月20日 - 28日、dTV） - 伊藤治 役
- 離婚しようよ（2023年6月22日配信、Netflix） - 山中 役
- 親子は道半ば（2024年9月23日配信、FODプレミアム） - 藤井博斗 役[51] ※ドラマ「海のはじまり」スピンオフ
- 阿修羅のごとく（2025年1月9日配信、Netflix） - 宅間 役
- ガンニバル シーズン2（2025年3月19日 - 4月23日、Disney+ Star） - 後藤理 役

### 映画
- グッド・ストライプス（2015年5月30日） - 主演・南澤真生 役（菊池亜希子とW主演）[52]
- 恋愛奇譚集（2017年2月4日）
- 素敵なダイナマイトスキャンダル（2018年3月17日） - 中崎 役
- モリのいる場所（2018年5月19日） - 郵便屋 役
- 返還交渉人 -いつか、沖縄を取り戻す-（2018年6月30日） - 倉持昌幸 役
- 愛がなんだ（2019年4月19日）  - カンバヤシ 役
- 転がるビー玉（2020年2月7日） - 菱川 役
- 水曜日が消えた（2020年5月15日） - 新木 役[53]
- いとみち（2021年06月25日） - 工藤優一郎 役
- サタデー・フィクション（中国、2019年製作、2021年10月15日公開（中国）、2023年11月3日公開（日本）） - 梶原 役[9][54]
- アニタ（2021年製作、2022年公開（大阪アジアン映画祭）。香港・中国・日本合作） - 後藤夕輝 役[55]
- 愛なのに（2022年2月25日） - 亮介 役[56][57]
- よだかの片想い（2022年9月16日） - 飛坂逢太 役[58][59]
- いつか、いつも……いつまでも。（2022年10月14日） - 俊英の兄 役
- 散歩時間〜その日を待ちながら〜（2022年12月9日） - 稲田秀和 役
- ラーゲリより愛を込めて（2022年12月9日） - 竹下勝 役
- 恋のいばら（2023年1月6日、パルコ） - 武藤 役[60]
- 銀平町シネマブルース（2023年2月10日） - 渡辺健介 役[61]
- さいはて（2023年5月6日） - トウドウ 役[62]
- 遠いところ（2023年7月7日）
- 17歳は止まらない（2023年8月4日） - 森 役[63]
- さよならエリュマントス（2023年8月11日） - 宍倉 役
- スイート・マイホーム（2023年9月1日）[64][65]
- おまえの罪を自白しろ（2023年10月20日） - 宇田揚一朗 役[66]
- ファンファーレ（2023年11月17日） - 君塚斗馬 役[67]
- 違う惑星の変な恋人（2024年1月26日） - ベンジー 役[68][69]
- サイレントラブ（2024年1月26日公開）[70]
- このハンバーガー、ピクルス忘れてる。（2024年2月16日） - ベンジー 役[71]
- 四月になれば彼女は（2024年3月22日、東宝） - ペンタックス 役[72]
- 劇場版 アナウンサーたちの戦争（2024年8月16日、ナカチカピクチャーズ） - 川添照夫 役[73]
- ナミビアの砂漠（2024年9月6日、ハピネットファントム・スタジオ）[74][75]
- HAPPYEND（2024年10月4日） - 岡田先生 役
- 敵（2025年1月17日、ハピネットファントム・スタジオ/ギークピクチュアズ）[76]
- 恋脳Experiment（2025年2月14日、ストロール） - 金子エイジ 役[77]
- 代々木ジョニーの憂鬱な放課後（2025年3月21日 - 4月10日〈先行上映〉、2025年10月24日〈全国公開〉予定、SPOTTED PRODUCTIONS）[78]
- ルノワール（2025年6月20日、ハピネットファントム・スタジオ） - 御前崎透 役[79]

### 配信映画
- 浅草キッド（2021年12月9日、Netflix）[80][81] - 井上 役
- パレード（2024年2月29日、Netflix）[82] - 佐々木 役

### 短編映画
- ゼンタイ「草野球」（2013年8月）
- 豆大福ものがたり（2013年10月）
- 花束 feat. LITHIUM FEMME（2015年4月、YouTube配信） - 野友翔平 役
- It Girls: Anytime Smokin' Cigarette（2017年10月28日、東京国際映画祭短編上映企画[83]）
- 4つのお祝い（2018年6月、横浜・三菱地所周年記念作品ショートフィルム）
- 三宅島恐竜調査隊〜記録映像二日目〜（2018年12月20日、全世界一斉配信[84]） - 主演・長尾新 役[85] ※フェイクドキュメンタリー映画
- 平成真須美ラストナイトフィーバー（2019年5月3日、二宮健企画イベント上映作品[86]）
- 偶然と想像「魔法（よりもっと不確か）」（2021年12月17日） - 久保田和明 役[87]
- BiSH presents PCR is PAiPAi CHiNCHiN ROCK'N'ROLL「どこから来て、どこへ帰るの」（2022年6月10日）
- 「ショートショート フィルムフェスティバル＆アジア2024」サステナブル・リカバリー プロジェクト「紋の光」（2024年6月）[88]

### 舞台
- パルコ劇場40周年記念公演「黒蜥蜴」（2013年4月5日 - 6月12日） - 雨宮潤一 役[89][90][91]
- 青山円劇カウンシルアンコール「生きてるものはいないのか」（2014年10月16日 - 20日）
- 銀河劇場ニュージェネレーションシリーズ- 朗読劇「春のめざめ」（2014年12月6日・7日） - モーリッツ役
- 黒蜥蜴（2015年4月4日 - 6月4日、新国立劇場 中劇場 他 / 延長公演：9月4日 - 21日） - 雨宮潤一 役
- 青山真治×古典プロジェクト「フェードル」（2015年12月4日 - 13日、東京芸術劇場 シアターウエスト） - イポリット 役
- 「ETERNAL CHIKAMATSU」-近松門左衛門「心中天網島」より-（2016年2月29日 - 3月6日、梅田芸術劇場 シアター・ドラマシティ / 3月10日 - 27日、Bunkamura シアターコクーン）[92] - 治兵衛 / ジロウ 役
- 笛井事務所 第6回公演「愛の眼鏡は色ガラス」（2016年4月13日 - 15日、座・高円寺2） - 主演・白医者 役[93]
- BENT（2016年7月9日 - 24日、世田谷パブリックシアター 他） - ルディ 役[94]
- 笛井事務所 第7回公演「怪談」（2016年9月16日 - 20日、武蔵野芸能劇場）[95] - 主演・落語家 役
- 朗読劇「季節が僕たちを連れ去ったあとに」（2016年11月19日・20日、六行会ホール） - 山田太一 役
- おどる童話「まほうのゆび」（2017年8月12日・13日・15日・16日、あうるすぽっと） - ゲスト出演
- 「斜交（しゃっこう） 昭和40年のクロスロード」（水戸芸術館ACM劇場プロデュース、2017年11月23日 - 26日、水戸芸術館ACM劇場 / 12月8日 - 10日、草月ホール） - 相棒の刑事（石橋豊治） 役[96]
- 山内雅子プロデュース「灼熱の巴里」（2018年6月15日 - 17日、MANDA-LA2）[97]
- 流山児★事務所「赤玉★GANGAN〜芥川なんぞ、怖くない〜」（2019年8月21日 - 27日、下北沢ザ・スズナリ）[98]
- この声をきみに〜もう一つの物語〜（2020年3月6日 - 8日、ブリーゼタワー / 3月12日 - 22日、俳優座劇場） - 瑞野優作 役[99]
- 蜘蛛巣城（2023年2月25日 - 3月12日、KAAT神奈川芸術劇場） - 三木義明 役[100]
- 城山羊の会「平和によるうしろめたさの為の」（2024年12月4日 - 17日、小劇場B1）[101][102]

### 配信舞台
- 舞台演劇番組イベント生配信ドラマ「あの夜であえたら」（2023年10月14・15日）[103]

### テレビ番組
- レトロ体感！50年目の明治村（2015年2月11日、NHK総合）
- 地球イチバン「世界一長い氷の道」（2015年3月5日、NHK総合） - 旅人
- クラシック倶楽部「オーケストラの夜明け〜山田耕筰管絃楽曲選〜」（2015年3月26日、NHKBSプレミアム） - ナビゲーター
- ぎふスペシャル 笑う岐阜に福来る 〜全日本学生落語選手権〜（2015年3月27日、NHK岐阜 / 4月16日、NHK総合） - ナビゲーター
- とっておきサンデー（2015年4月 - 2016年2月、NHK総合） - MCアシスタント（月1回）
- きょうの料理ビギナーズ「バツ江のスパルタ洋食塾」（2017年10月30日 - 11月9日、NHK Eテレ）[104] - 真弓理 役 （※志保と共演[104]）

### 劇場アニメ
- 無名の人生（2025年5月16日、ロックンロール・マウンテン） - クズ 役[105][106]

### ラジオドラマ
- SOUNDS OF STORY〜ASADA JIRO LIBRARY〜 「月下の恋人」（2014年6月14日、J-WAVE）[107]
- FMシアター「命売ります」（2016年6月11日、NHK-FM） - 主演・山田羽仁男 役[108]

### オーディオドラマ
- BATMAN 葬られた真実（2022年、Spotify） - ハーベスター 役[109]

### ミュージックビデオ
- ザ・プーチンズ「恋愛契約書」（2015年6月）
- 平井堅「#302」（2019年12月）
- YeYe「暮らし」（2020年1月）

### CM
- 株式会社ワイヤ・アンド・ワイヤレス『ギガぞう』プロモーションWebドラマ「恋を落とす」（2018年03月 - 10月）
- 三菱地所グループ 横浜三菱地所周年記念ショートフィルム「4つのお祝い」（2018年06月 - 12月）
- 日本ケンタッキー・フライド・チキン「ワイヤレスイヤホン」篇（2020年02月）
- 株式会社TalentX リファラル採用サービス MyRefer CM「こんな人、増やしませんか？」篇（2020年03月 - 2024年03月）
- 三菱電機 ビルテクノサービスブランドムービー（2021年01月 - 2022年11月）
- サンヨーホームズ株式会社（2021年06月 - 2025年05月）
- あかつき証券株式会社「IFAクラウド」（2022年01月 - 12月）
- Spotify「聴けば、沼」コテンラジオ Spotifyオリジナル篇（2022年01月 - 2023年01月）
- モンデリーズ・ジャパン株式会社 クロレッツ「やる気実況」篇（2022年03月 - 2025年02月）
- 大塚製薬株式会社「カロリーメイト」WEBCM『小さな栄養士・先輩の背中』（2022年04月 - 2023年04月）

放送中
- 大日本除虫菊 蚊に効く虫コナーズプレミアム（2024年4月 - ）（長澤まさみと共演）
- 芝浦機械「ALWAYS 芝浦マシーン」（2024年8月15日 - ）（阿部寛と共演）[110][111]
- サントリー 翠（SUI）ジンソーダ（2025年2月22日 - ）（杉咲花と共演）[112]
- 旭化成 はみだせ！うみだせ！旭化成（2025年3月 - ）- 主演・キャリア入社した社員 役（安井順平と共演）[113]
  - 「ブレイクスルー松嶋」篇 - 高田静流と共演[114]
  - 「熱すぎる内川」篇 - 牧野裕夢と共演[115]

## 受賞歴
- 2015年 - 第7回TAMA映画賞最優秀新進男優賞（『グッド・ストライプス』）[8]
- 2022年 - 第35回 高崎映画祭最優秀助演俳優賞（『いとみち』『偶然と想像』）[12][13]